# 2297 Daghestan
2297 Daghestan este un asteroid din centura principală, descoperit pe 1 septembrie 1978 de Nikolai Cernîh.